# Dendropanax monogynus
Dendropanax monogynus är en araliaväxtart som först beskrevs av José Mariano da Conceição Vellozo och som fick sitt nu gällande namn av Berthold Carl Seemann.
Dendropanax monogynus ingår i släktet Dendropanax och familjen Araliaceae. Inga underarter finns listade i Catalogue of Life.